# Кукурузни качамак са копривом
Кукурузни качамак са копривом је кулинарски специјалитет и идеалан и богат оброк за доручак, који се брзо спрема и сервира за укућане на софрама становника источне и западне Србије. Главни састојци овог јела поред коприве и каше од кукурузног брашна су аутохтоне врсте високвалитетног младог сира, кајмака и пршуте. Сервира се као топло или хладно јело уз пршуту. Употребом коприве јело добија и својство лековитости.

## Састојци
Главни састојци за израду овог специјалитета су:
- 800 g кукурузног белог брашна
- 80 g коприве
- 1 мања главица црног лука
- 200 g младог сира
- 250 g кајмака
- 0,4 dl уља
- со, бибер.
- вода.[3]

## Начин израде
У ситно исецкани лук пропржен на мало уља док не омекша, додати опране и ситно сецкане листове коприве зачинити по укусу сољу и бибером. Пропржити пар минута и ставити да се охлади.
У посуду за мешање ставити млади сир по жељи, 100 g кајмака и охлађену и пропржену коприву. Све добро промешати да се сједини.
Скувати на води качамак од кукурузног брашна, тако да не буде сувише густ како би, кад се мало охлади, могао да се обликује.
У науљену кутлачу за супу до пола ставити качамак и направити улегнуће (гнездо) у које се ставља припремљен фил. Затворити фил са још мало качамака и у кутлачи формирати лопте. Поступак понављати док се не потроши сав материјал.

## Начин сервирања
Сервира се са остатком качамака уз пршуту и по жељи посуду киселог млека, као топло или хладно јело, за доручак.